# Đảo Baudisson
Baudisson là một hòn đảo thuộc Papua New Guinea, tọa lạc ở phía nam đảo New Hanover và phía tây bắc đảo New Ireland, nó nằm giữa đảo Selapiu và đảo Manne.